# Борейко, Валентин Васильевич
Валенти́н Васи́льевич Боре́йко (7 октября 1933, Ленинград, РСФСР, СССР — 27 декабря 2012, там же) — советский гребец. Олимпийский чемпион 1960 г. по академической гребле.

## Биография
Выступал за «Труд» (Ленинград). Тренировался у В. А. Кирсанова. Олимпийский чемпион.
Окончил школу тренеров при ГДОИФК в 1962. Тренер олимпийской команды гребцов в 1972 году.
Заслуженный мастер спорта СССР (1960). Заслуженный тренер РСФСР (1972).
Похоронен на 3 уч. Серафимовского кладбища в Санкт-Петербурге.

## Достижения
- Чемпион Олимпийских игр 1960 в гребле на двойке распашной без рулевого (с О.Головановым)
- Участник Олимпийских игр 1964
- Чемпион СССР 1959—1963[3]

## Награды
- Орден «Знак Почёта» (16.09.1960) — за успешные выступления в XVII летних и VIII зимних Олимпийских играх 1960 года, а также за выдающиеся спортивные достижения[4]